# Peperomia rauniensis
Peperomia rauniensis är en pepparväxtart som beskrevs av Ernest Justus Schwartz. Peperomia rauniensis ingår i släktet peperomior, och familjen pepparväxter. Inga underarter finns listade i Catalogue of Life.